# Carlo Gemmellaro
(Di Andrea Aradas - Elogio accademico del Prof. cav. Carlo Gemmellaro letto all' Accademia Gioenia di scienze naturali nella seduta straordinaria del di' 2. dicembre 1868)
Carlo Gemmellaro (Nicolosi, tra il 4 ed il 14 novembre 1787 – Catania, 22 ottobre 1866) è stato un naturalista e geologo italiano.

## Biografia

### La giovinezza
Si distinse presto negli studi e conseguì la Laurea in medicina e chirurgia nel 1808, presso l'Università degli Studi di Catania. Come il fratello più anziano, Mario, anch'egli molto precocemente fu introdotto alle scienze naturali dallo zio Raimondo Gemmellaro (1738–1792).  Sono anni importanti per la cultura catanese, nella quale si impongono gli allievi di Giovanni Agostino De Cosmi - il padre del democraticismo catanese - che, a loro volta, formano una generazione di intellettuali (naturalisti, politici, filosofi, letterati) orientata in senso democratico e giacobino. Carlo fa parte di questo nuovo ceto intellettuale nel quale si iscrivono le sue amicizie più importanti: fra tutte ricordiamo quella con Gabriello Carnazza (il futuro esponente dei democratici nel Parlamento siciliano del '48) e Agatino San Martino Pardo (attivo nella ricerca matematica, astronomica e tra i più impegnati nel rinnovamento dello studio catanese).

### I viaggi
Per sette anni fu chirurgo di reggimento al seguito dell'Armata britannica impegnata contro Napoleone. Fu probabilmente iniziato alla massoneria di rito scozzese dagli ufficiali inglesi con i quali era imbarcato e, assieme a questi, compì escursioni geologiche nelle Isole Eolie, in particolare a Vulcano e a Stromboli. Visitò aree della Sardegna, dell'Africa settentrionale, della Francia, delle Isole Baleari, della Corsica, i Campi Flegrei e il Vesuvio. Si recò quindi in Inghilterra dove a Londra ebbe modo di venire a contatto con gli studi di geologia, vulcanologia più attenti del secolo, quali quelli degli allievi di James Hutton, John Playfair e James Hall (sostenitori del ruolo dei fenomeni vulcanici nel plasmare la superficie della terra) e del botanico sir James Edward Smith, fondatore e primo presidente della Linnean Society of London. Partecipò inoltre a un famoso ciclo di lezioni di geologia alla Royal Institution (aprile-giugno 1812), nelle quali sir Humphry Davy proponeva una teoria chimica dei fenomeni vulcanici, illustrandola con un modello di cono vulcanico in cui provocava eruzioni artificiali.
Si imbarcò nuovamente tra il 1813 ed il 1817: viaggiando da un capo all'altro d'Europa, poté studiare, collezionare e catalogare rocce, minerali, fossili e ogni altro possibile oggetto di studio.

### La carriera accademica e l'insegnamento
Tornò a Catania nel 1817 intraprendendo la professione medica alternata ad un'attività di notabile colto. Si dedicò ad uno studio sistematico dell'Etna e dei territori della Sicilia orientale confinanti con il vulcano. Riformulò le teorie sulla formazione della grande depressione sul versante orientale dell'edificio vulcanico nota come Valle del Bove, da lui e dal fratello Mario correttamente attribuita al collasso di un arcaico cono vulcanico e nel 1827 contribuì allo sviluppo delle teorie geologiche di Charles Lyell al quale indicò i vulcani estinti del Val di Noto, pur non condividendo mai pienamente le deduzioni anticatastrofiste dello studioso inglese.
Pubblicò, attraverso l'Accademia Gioenia di Scienze Naturali, istituita nel 1824 e della quale fu tra i fondatori, i risultati delle sue ricerche, dando impulso alla Geologia, a quel tempo in Sicilia quasi sconosciuta, creando a Catania una scuola geologica di fama europea.
Dopo un iniziale veto della monarchia, venne nominato professore di Storia Naturale all'Università di Catania per meriti scientifici, poi di Geologia e Mineralogia, dal 1830, e, dal 1852, solo di Geologia. Tra le occupazioni non didattiche legate all'università Gemellaro collaborò anche alla realizzazione dell'orto botanico dell'università in collaborazione con Francesco Tornabene e Lorenzo Maddem.
Vi occupò poi cariche amministrative fino a diventarne rettore nel 1847.
Con una serie di lavori, redasse uno studio della stratigrafia della Sicilia, della fauna del golfo di Catania, e dell'origine geologica di molti terreni siciliani.
Elaborò una delle prime carte geologiche della Sicilia.

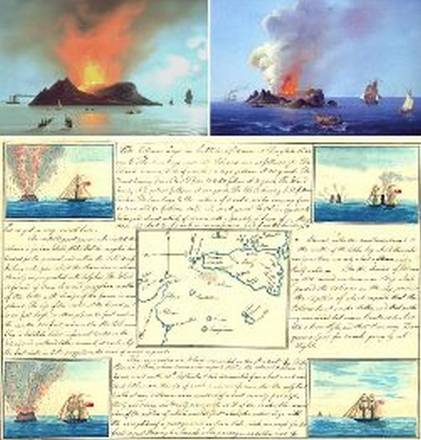
Isola Ferdinandea 1831

Quando nel 1831 emerse il vulcano dell'Isola Ferdinandea, si affrettò a studiarlo e ne disegnò anche delle tavole prospettiche. 
Nel 1832, presso l'Università di Catania, istituì l'Osservatorio Meteorologico, dotandolo di strumenti, come un pluviometro di sua invenzione. Dotò inoltre l'Ateneo catanese del Gabinetto di Storia Naturale.

Sostenne sin dai primi anni Trenta le recenti ed ancora poco condivise tesi secondo cui solo i fossili permetterebbero di distinguere e datare le varie formazioni. Per poi chiarire ed ampliare la sua prospettiva negli ultimi scritti:
Per contro resterà sempre un antievoluzionista. Il Gemmellaro rifiutò la tesi delle generazione spontanea e della trasformazione delle specie, e sostenne la Teoria creazionista dei germi primitivi secondo la quale Dio aveva sin dagli inizi creato i germi di tutte le forme di vita possibili sulla terra, le quali si erano poi sviluppate man mano che si verificavano condizioni geoclimatiche a esse favorevoli. Sarà negli anni successivi evidente che Gemmellaro pensava che questa teoria potesse costituire una risposta ortodossa all'evoluzionismo darwiniano in nome di un creazionismo e di una reinterpretazione delle scritture bibliche che lo portarono a sostenere e provare a dimostrare la realtà storica del Diluvio universale. Gemmellaro credeva che l'immutabilità delle specie fosse la prova più chiara del miracolo della creazione divina e respingerà l'unitarietà delle razze umane, ponendosi in una posizione non congruente con l'ortodossia religiosa cattolica.
Quantomeno ardita anche la sua teoria sulla formazione dei giacimenti di zolfo la cui origine sostenne fosse organica e provenisse dalla «decomposizione de' molluschi putrescenti nel mare, che un tempo inondava la terra e Sicilia tutta», più volte tenacemente ribadita ed altrettante volte fermamente respinta dalla maggioranza degli altri scienziati contemporanei ed anche all'interno della stessa Accademia Gioenia di Catania.
Fu anche membro dell'Accademia dei Lincei di Roma, del Reale Collegio dei chirurghi di Londra (Royal College of Surgeons of England), dell'Accademia Senckenbergiana di Francoforte sul Meno, dell'Istituto Colombiano di Washington e della Société géologique de France.

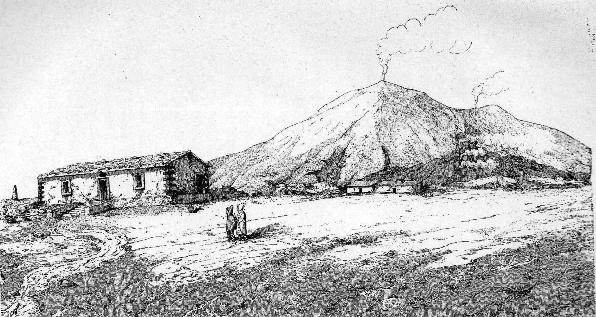
La "Casa Inglese o "Casa di Gemmellaro", 1910

Nei suoi settantanove anni di vita Carlo Gemmellaro viaggiò moltissimo. In questi viaggi raccolse opere d'arte, reperti naturalistici, medaglie e monete e divenne un cultore di numismatica tanto da fare della sua casa quasi un museo. Scrisse propugnando la necessità di realizzare il porto di Catania, indispensabile alla città per il suo sviluppo commerciale.
Scrisse anche sullo sviluppo dell'agricoltura in Sicilia e sul Risorgimento siciliano.
Come geologo e vulcanologo studiò l'Etna; I suoi studi sono riassunti nella monografia Vulcanologia dell'Etna 1859-1860 che è certamente il prodotto più maturo delle ricerche del Gemmellaro, sintesi di osservazioni portate avanti per decenni e tentativo ben riuscito di una teoria vulcanica moderna. L'ultima sua opera, Un addio al maggior vulcano d'Europa, è un saluto al principale oggetto dei suoi studi scientifici, oltre che una sintetica autobiografia.

### Il rapporto con la monarchia
Di controversa interpretazione è l'atteggiamento del Gemmellaro nei confronti degli sconvolgimenti politici che si trovò ad attraversare. Il suo rapporto con le autorità borboniche fu sempre delicato ed improntato alla prudenza: era sicuramente un tranquillo studioso e non certo un animoso rivoluzionario, ma era anche animato da una obiettiva consapevolezza che i mali della Sicilia derivavano dal malgoverno di Napoli. Se quindi in alcuni scritti sembra quasi rasentare la piaggeria nei confronti dei Borboni, a proposito invece della famosa rivolta del 1837 fomentata da una «provvidenziale» epidemia di colera durante la quale Catania e Siracusa, in particolare, diventarono gli epicentri del nuovo «malcontento», segnando la rottura tra una certa parte del ceto dirigente e il potere centrale, il Gemmellaro scrive tra l'altro: “...quei martoriati decenni nei quali la cecità politica, la cupidigia dei governanti, l'intolleranza del Governo di Napoli stremarono la sopportazione del popolo". Atteggiamenti per cui cadde ancora più in sospetto presso la polizia borbonica che gli impedì di partecipare nel 1839 al famoso congresso degli scienziati italiani a Pisa. Una decina di anni più tardi, in occasione della rivoluzione del '48, aprì le porte dell'Università, di cui era diventato rettore l'anno prima, al Comitato rivoluzionario che vi si insediò e ancora una volta scrisse una Memoria sugli avvenimenti di quegli anni, schierandosi apertamente contro la monarchia di Ferdinando II. L'arrivo dei Garibaldini a Catania nel 1860 fu da lui approvato e compreso nella svolta risorgimentale: i figli Ferdinando e Gaetano Giorgio parteciparono nelle file garibaldine ai combattimenti alle porte di Palermo garantendo in seguito alla famiglia Gemmellaro una posizione di prestigio anche nel nuovo Regno d'Italia.
Si spense a Catania per un tumore alla gola il 22 ottobre 1866.

## Opere
- La vulcanologia dell'Etna, rist. anastatica a c. di Salvatore Cucuzza Silvestri, Giuseppe Maimone Editore, Catania 1989
- Un addio al maggior vulcano di Europa, ibid. 1865.
- Sommi capi di una storia della geologia sino a tutto il secolo XVIII pei quali si detegge che le vere basi di questa scienza sono state fondate dagli Italiani, Catania 1862
- Saggio sulla costituzione fisica dell'Etna, Catania 1847
- Sulla costituzione fisica della Valle del Bove, ibid., XII (1837)
- De Vallis de Bove in monte Aetna geognostica constitutione, ibid., XI (1836)
- Relazione del viaggio del prof. C. G. all'assemblea dei fisici tedeschi in Stuttgard, in Atti dell'Acc. Gioenia in Catania, IX (1834)
- Sopra la origine ed i progressi delle scienze naturali in Sicilia. Prolusione, Catania 1833;
- Su i vulcani estinti della Val di Noto, in Atti dell'Acc. Gioenia in Catania, III (1829),
- Sopra alcuni pezzi di granito e di lave antiche trovati presso alla cima dell'Etna. Osservazioni fisiche, Catania 1823, passim

### Esplicative
1. ↑  Da alcuni contemporanei talvolta indicato come "Gemellaro".
2. ↑  Da alcuni contemporanei talvolta indicato come "Gemellaro".
3. ↑  Il Fuochi ed altri autori localizzano la data di nascita il 14, altri il 4
4. ↑  L'arruolamento fu propiziato dal fratello Mario, amico di Lord Forbes, comandante delle truppe inglesi di stanza a Messina.
5. ↑  Lyell descriveva la formazione della Val di Noto come il risultato del dilavamento di un antico cono vulcanico per effetto dell'azione atmosferica e tellurica nel corso di diversi millenni, mentre Gemmellaro insisteva nel considerarla l'effetto di uno sprofondamento

### Bibliografiche
1. ↑   Elogio accademico del Prof. cav. Carlo Gemmellaro letto all' Accademia Gioenia di scienze naturali nella seduta straordinaria del di' 2. dicembre 1868, Catania, Stabilimento Tipografico Galatola, 1869,  p. 29.
2. 1 2  Due passi nel mistero, Ignazio Burgio
3. ↑   Giuseppe Bentivegna, Dal riformismo muratoriano alle filosofie del Risorgimento: contributi alla storia intellettuale della Sicilia, Guida Editori, 1999,  p. 285, ISBN 978-88-7188-323-6.
4. ↑  Archivio storico per la Sicilia orientale - Volume 86 - Pagina 239, La Società, 1990
5. ↑  Elogio accademico del Prof. cav. Carlo Gemmellaro letto all'Accademia Gioenia di scienze naturali nella seduta straordinaria del di' 2. dicembre 1868, pag. 12
6. ↑  (EN) Species, Serpents, Spirits, and Skulls: Science at the Margins in the Victorian Age
7. ↑  Carlo Gemmellaro, Sulla costituzione fisica della Valle del Bove: memoria, Accademia della Gioenia, 1837
8. ↑  Ipercultura - Crocevia di arti e scienze
9. ↑  (EN) Letter to Sir Charles Lyell from Carlo Gemmellaro Archiviato il 1º ottobre 2006 in Internet Archive.
10. ↑  Governo di Napoli, Almanacco reale del Regno delle Due Sicilie, pag. 589, Stamp. Reale, 1841
11. ↑  Giuseppe Bentivegna, Carlo Gemmellaro: uno studioso europeo nella Catania dell'800, Bollettino di Ateneo 1/1997
12. ↑   La fondazione (dell'orto botanico catanese), su dipbot.unict.it. URL consultato l'11 giugno 2018 (archiviato dall'url originale il 10 maggio 2006).
13. ↑  Carlo Gemmellaro, "Relazione dei fenomeni del nuovo vulcano sorto dal mare fra la costa di Sicilia e l’isola di Pantelleria nel mese di luglio 1831”, Edizioni dell'Università di Catania, 1831
14. ↑  Cenno sopra le conchiglie fossili dell'argilla terziaria di Cifali presso Catania, Catania 1833
15. ↑  La Creazione. Quadro filosofico, Catania, Galàtola 1864
16. ↑  A. Aradas, Elogio accademico del Prof. cav. Carlo Gemmellaro, pag. 154, Catania 1868
17. ↑  Elementi di geologia ad uso della Regia Università degli studi in Catania del professore Carlo Gemmellaro, pag. 422, Tipografia de' Regj studj, 1840
18. ↑  Sul diluvio. Prove geologiche, Catania 1857
19. ↑  C. Gemmellaro, Un'ardito colpo d'occhio su' primi abitatori della Terra e della Sicilia in particolare, 1859
20. ↑  Giuseppe Bentivegna, Dal riformismo muratoriano alle filosofie del Risorgimento: contributi alla storia intellettuale della Sicilia, pag. 303, Guida Editori, 1999
21. ↑  Giornale di scienze, letteratura ed arti per la Sicilia, 1834
22. ↑  Carlo Gemmellaro, Considerazioni geologiche sullo zolfo, Torchi dei f.lli Sciuto, Catania, 1844
23. ↑  Carlo Gemmellaro, Elementi di geologia ad uso della Regia Università degli studi in Catania del professore Carlo Gemmellaro, pag. 327, Tipografia de' Regj studj, 1849
24. ↑  Atti della Accademia gioenia di scienze naturali in Catania, 1868
25. ↑  Elogio accademico del Prof. cav. Carlo Gemmellaro, pag. 169
26. ↑  Brevi cenni sulla topografia dell'antico Porto di Ulisse del dott. Carlo Gemmellaro, Torchi dei f.lli Sciuto, Catania 1835
27. ↑  Il colera e i moti del 1837 in Sicilia Archiviato il 26 aprile 2014 in Internet Archive.
28. ↑  Giuseppe Marchese, L'epidemia di colera del 1837 Archiviato il 9 marzo 2016 in Internet Archive.
29. ↑  Catania e il Risorgimento politico nazionale nelle Memorie inedite di Carlo Gemmellaro, V. Finocchiaro, in «A.S.S.O.», a. XIX, fasc. I-II, 1922-23, pp. 167-202
30. ↑  Giuseppe Bentivegna, Dal riformismo muratoriano alle filosofie del Risorgimento: contributi alla storia intellettuale della Sicilia, pag. 296, Guida Editori, 1999
31. ↑  Cenni storici di la rivoluzioni siciliana l'annu MDCCCXLVIII, scritti in lingua patria, a cura di C. Naselli, ibid., s. 4, I (1948), 3, pp. 1-91
32. ↑  Cenni storici di la rivoluzioni siciliana l'annu MDCCCXLVIII, scritti in lingua patria
33. ↑  Dizionario Biografico degli Italiani - Volume 53 (2000)